# Де Мојнс
Де Мојн (енгл. Des Moines) град је у америчкој савезној држави Вашингтон. По попису становништва из 2010. у њему је живело 29.673 становника.

## Демографија
Према попису становништва из 2010. у граду је живело 29.673 становника, што је 406 (1,4%) становника више него 2000. године.
| Група             | 2000.          | 2010.          |
| Белци             | 20.986 (71,7%) | 17.212 (58,0%) |
| Афроамериканци    | 2.106 (7,2%)   | 2.695 (9,1%)   |
| Азијати           | 2.422 (8,3%)   | 3.163 (10,7%)  |
| Хиспаноамериканци | 1.936 (6,6%)   | 4.500 (15,2%)  |
| Укупно            | 29.267         | 29.673         |